# 徽政院
徽政院是元代官署名。
元世祖至元三十一年（1294年）成立，专门负责皇太后的宫廷供奉事宜，兼领皇太后分地租税。元代許多宮廷機構及相關事務都曾至少一度由徽政院管理，包括詹事院、延庆司、寿和署、掌仪署、掌仪署、织染杂造人匠都总管府等等。
泰定帝泰定元年（1324年）一度罢徽政院。到元順帝元统元年（1333年十二月，又为皇太后置徽政院，设立官属三百六十六人。